# الحزب الاشتراكي الموحد لروسيا
الحزب الاشتراكي الموحد لروسيا (بالروسية: Социалистическая единая партия России; СЕПР)‏ هو حزب سياسي اشتراكي في روسيا تأسس في عام 2003، والذي خلف حركة التراث الروحي. في الانتخابات التشريعية لعام 2003، كان جزءًا من ائتلاف رودينا الذي فاز بنسبة 9.2 في المائة من الأصوات و37 من أصل 450 مقعدًا في مجلس الدوما. في عام 2007 اندمج الحزب في روسيا عادلة.